# Ngassam Falemi
Ngassam Nana Falemi (Bucarest, 5 maggio 1974) è un ex calciatore rumeno naturalizzato camerunese, di ruolo centrocampista.

## Palmarès

### Club
- Campionato rumeno: 2

Steaua Bucarest: 2000-2001, 2004-2005
- Supercoppa di Romania: 1

Steaua Bucarest: 2001